# Linia kolejowa nr 821
Linia kolejowa nr 821 – pierwszorzędna, jednotorowa, zelektryfikowana linia kolejowa znaczenia państwowego, łącząca stację Jerzmanice Lubuskie z rejonem RzB stacji Rzepin.
Linia na odcinku 0,000 – 6,599 została uwzględniona w kompleksową sieć transportową TEN-T.

## Przebieg
Linia rozpoczyna bieg w północnej części stacji Jerzmanice Lubuskie i wraz z linią kolejową Wrocław Główny – Szczecin Główny biegnie równolegle do Autostrady Wolności. Linia dalej kieruje się na północ, następnie skręca na zachód i przed peronem 4 stacji Rzepin styka się z linią kolejową Rzepin RzA R3 – Rzepin RzB R102 T44. Linia kończy bieg na rozjeździe 152 na tej samej stacji. Jest to zarówno miejsce, gdzie bieg rozpoczyna linia kolejowa Rzepin RzB – Drzeńsko.

## Parametry techniczne
Linia w całości jest klasy D3; maksymalny nacisk osi wynosi 221 kN dla lokomotyw oraz wagonów, a maksymalny nacisk liniowy wynosi 71 kN (na 1 metr bieżący toru). Sieć trakcyjna jest typu 2C120-2C-1; jest przystosowana do maksymalnej prędkości do 140 km/h; obciążalność prądowa wynosi 2540 A, a minimalna odległość między odbierakami prądu wynosi 20 m. Linia wyposażona jest w elektromagnesy samoczynnego hamowania pociągów. Zarówno prędkość maksymalna, jak i konstrukcyjna, wynosi 100 km/h.
Na linii zostały wprowadzone ograniczenia w związku z niezachowaniem skrajni – nieodpowiednia odległość semaforów, barierek, elementów wiaduktów, tarcz, wskaźników i peronów od osi toru.

## Infrastruktura

### Rozgałęzienia
| Punkt               | Linia | Linia          | Linia  |
| Punkt               | numer | kierunek       | status |
| Jerzmanice Lubuskie | 273   | Wrocław Główny | czynna |
| Rzepin              | 981   | Rzepin RzA     | czynna |
| Rzepin              | 822   | Drzeńsko       | czynna |

### Punkty eksploacyjne
Na linii znajdują się 2 punkty eksploatacyjne, z czego wszystkie są stacjami.
| Rodzaj i nazwa                | Zdjęcie | Liczba peronów  | Liczba krawędzi peronowych | Infrastruktura                                                                                  | Dawne nazwy                                  |
| stacja Jerzmanice Lubuskie ♿︎ |         | 2               | 2                          | - Przejście na poziomie szyn - Plac ładunkowy                                                   | Hermania (1874–4945) Jerzmanice (1945–5946)  |
| stacja Rzepin ♿︎              |         | 5 (1 nieczynny) | 8 (2 nieczynne)            | - Kasy biletowe - Biletomat IC - Sieć Wi-Fi - Parking - Informacja dla podróżnych - Poczekalnia | Reppen (1870–0945) Rypin Lubuski (1945–5946) |

### Infrastruktura towarzysząca

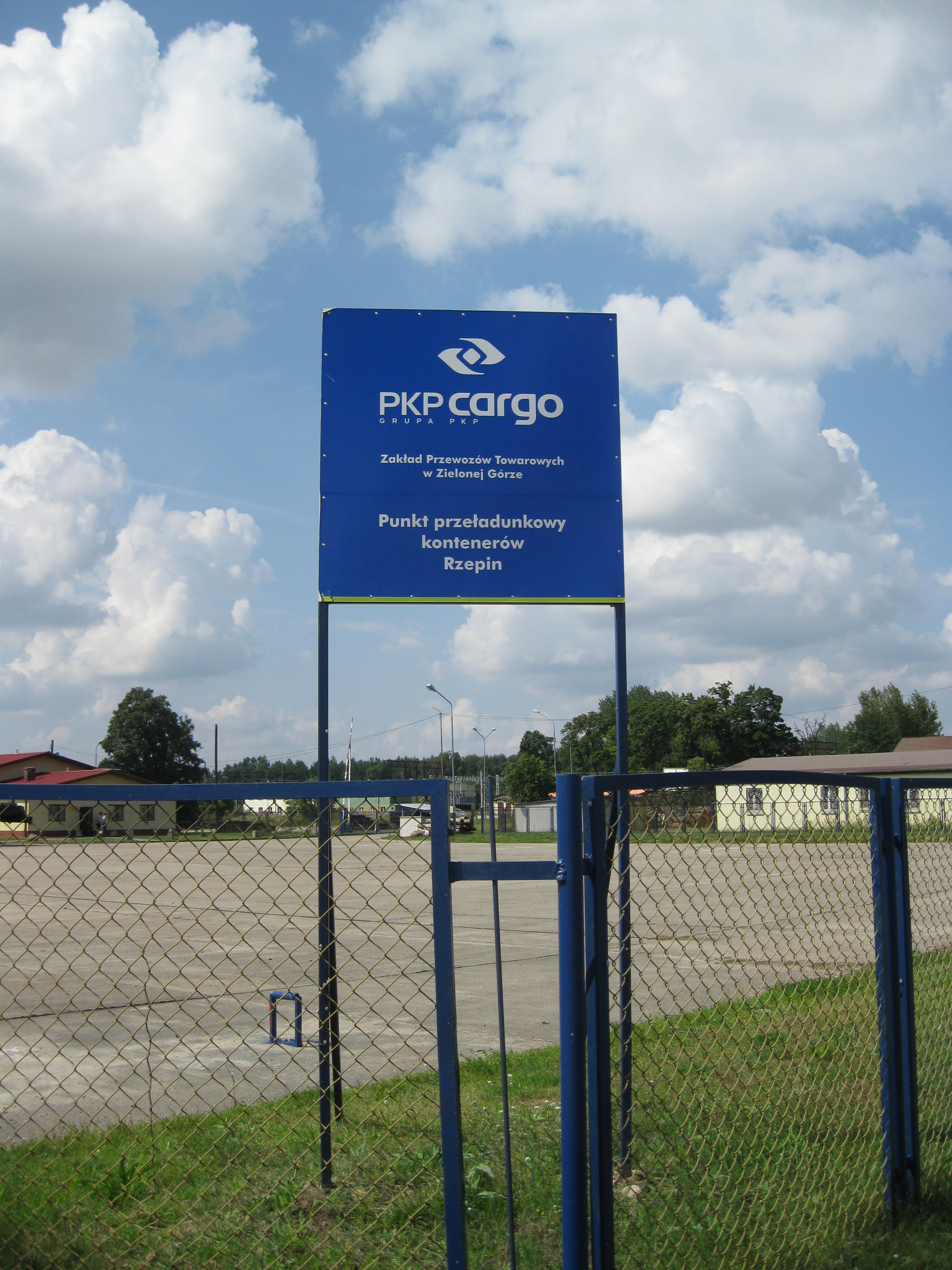
Punkt przeładunkowy kontenerów w Rzepinie

#### Lokalne Centrum Sterowania
W obrębie linii znajduje się jedno Lokalne Centrum Sterowania. Zlokalizowane jest na stacji Rzepin i obejmuje odcinek linii kolejowej Warszawa Zachodnia – Kunowice wraz z posterunkiem odgałęźnym Kunowice. Centrum wykorzystuje urządzenia typu Ebiblock.

#### Bocznice
Bocznice kolejowe są zlokalizowane tylko w obrębie stacji Rzepin i są to: Newhome Logistics, PKP Energetyka, Punkt Utrzymania i napraw taboru (LZPR ZG), Remkol S. C. oraz Steinpol Meble.

## Ruch pociągów
Na całości linii odbywają się zarówno ruch pasażerski dalekobieżny, regionalny, jak i towarowy. Wraz z linią kolejową Rzepin RzB – Drzeńsko umożliwia eksploatowanie stacji Rzepin przez pociągi jadące linią kolejową Wrocław Główny – Szczecin Główny – linia omija stację po jej zachodniej części (Podobny układ torowy tworzą linia kolejowa Warszawa Zachodnia – Kunowice, linia kolejowa Sokołowo Wrzesińskie – Września i linia kolejowa Września – Podstolice w obrębie Wrześni). Przewoźnikami kolejowymi są Polregio oraz PKP Intercity.